# Малая Губа
Ма́лая Губа́ — деревня в Бережанской волости Островского района Псковской области.

## География
Расположена на реке Утроя в 7-8 км к западу от города Остров.

## Население
| 2001 | 2002 | 2010 |
| ---- | ---- | ---- |
| 316  | ↘207 | ↘130 |

## Улицы
Заречная, Крестьянская, Школьная, Первомайская, Молодёжная, Полевая, Молодёжный переулок.